# José Carlos Avellar
José Carlos Avellar, né le 15 décembre 1936 à Rio de Janeiro et mort le 18 mars 2016 au même endroit, est un critique de cinéma, gestionnaire culturel et essayiste brésilien.

## Biographie
Tour à tour commissaire d’exposition, enseignant, photographe, journaliste, il a été, pendant une quarantaine d’années, un inestimable passeur entre le Brésil et l’Europe.
Pendant la dictature militaire (1964-1985), Avellar, au cœur de l’effervescence intellectuelle, trouve un deuxième port d’attache à la cinémathèque du Musée d’art moderne de Rio, qu’il dirige de 1991 à 1992. Loin de se cantonner au rôle de commentateur éclairé mais distant, il s’implique dans la gestion et la promotion de la culture.
Avellar a travaillé pendant plus de vingt ans en tant que critique de cinéma pour le Jornal do Brasil. Avellar était aussi critique pour Escrever Cinéma et a enseigné le cinéma à l'Université de Guadalajara au Mexique. Il a publié six livres sur la théorie du cinéma, et est co-auteur de dizaines d'études sur le cinéma brésilien et d'Amérique latine - y compris « Le Cinéma brésilien » (Centre Pompidou, Paris) et « Hojas de Cine » (Universidad Autonoma Metropolitana, Mexique).

## Mort
Souffrant d'un lymphome, hospitalisé depuis le 9 février, il meurt à 79 ans,.